# Camponotus dedalus
Camponotus dedalus é uma espécie de inseto do gênero Camponotus, pertencente à família Formicidae.